# Northrop Grumman B-2 Spirit
O Northrop (mais tarde Northrop Grumman) B-2 Spirit, também conhecido como Stealth Bomber, é um bombardeiro estratégico furtivo dos Estados Unidos, projetado para penetrar densas defesas antiaéreas sem ser detectado; é um projeto no formato "asa voadora". O bombardeiro pode lançar armas convencionais e termonucleares, tais como bombas Mark 82 JDAM guiadas pelo Sistema de posicionamento global ou dezesseis bombas nucleares B83 de 1 100 kg. O B-2 é a única aeronave reconhecida que pode transportar mísseis ar-terra em uma configuração furtiva.
Foi desenvolvido originalmente sob o projeto "Advanced Technology Bomber" (ATB) durante a administração de Jimmy Carter; seu desempenho foi uma das razões para o cancelamento do bombardeiro supersônico B1-A. O projeto ATB continuou durante o governo de Ronald Reagan, mas as preocupações com atrasos na sua introdução levaram ao restabelecimento do programa B-1 também. Os custos do programa aumentaram ao longo do desenvolvimento. Projetado e fabricado pela Northrop, mais tarde Northrop Grumman, o custo de cada aeronave era de 737 milhões de dólares (em valores de 1997). Os custos totais de aquisição em média eram de 929 milhões de dólares por aeronave, o que inclui peças sobressalentes, equipamentos e suporte de software. O custo total do programa, incluindo desenvolvimento, engenharia e testes, foi de cerca de 2,1 bilhões de dólares por aeronave em 1997.
Devido ao seu considerável custo operacional, o projeto foi controverso no Congresso dos Estados Unidos e entre os Chefes do Estado-Maior Conjunto. O fim da Guerra Fria na última parte da década de 1980 reduziu drasticamente a necessidade da aeronave, que foi projetada com a intenção de penetrar no espaço aéreo da União Soviética e atacar alvos de alto valor. Durante o final dos anos 1980 e 1990, o Congresso reduziu os planos de comprar 132 bombardeiros para apenas 21 unidades. Em 2008, um B-2 foi destruído em um acidente logo após a decolagem, embora a equipe tenha conseguido ejetar com segurança. Um total de 20 B-2s permanece em serviço na Força Aérea dos Estados Unidos, que planeia operar os B-2s até 2058.
A aeronave é capaz de realizar missões de ataque de altitude máxima de 15 km, com uma autonomia de mais de 11 000 km de combustível interno e mais de 19 000 km com um reabastecimento aéreo. Entrou em serviço em 1997 como o segundo avião furtivo lançado no mundo, após o Lockheed F-117 Nighthawk. Embora originalmente concebido como um bombardeiro nuclear, o B-2 foi usado pela primeira vez em combate na Guerra do Kosovo em 1999. Mais tarde serviu também nos conflitos do Iraque, Líbia e Afeganistão.

## Desenvolvimento

### Origem

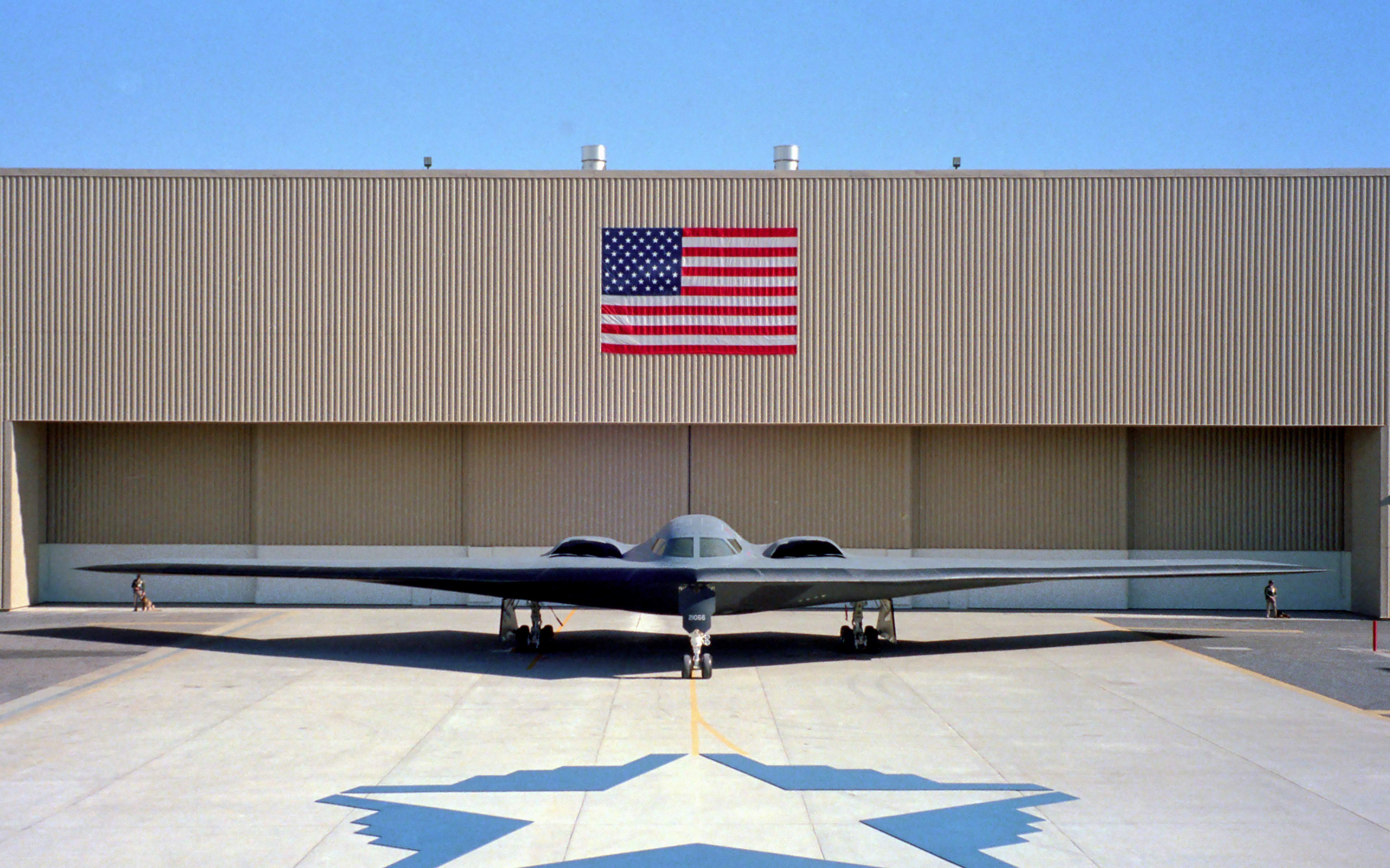
A primeira exposição pública do B-2 em 1988

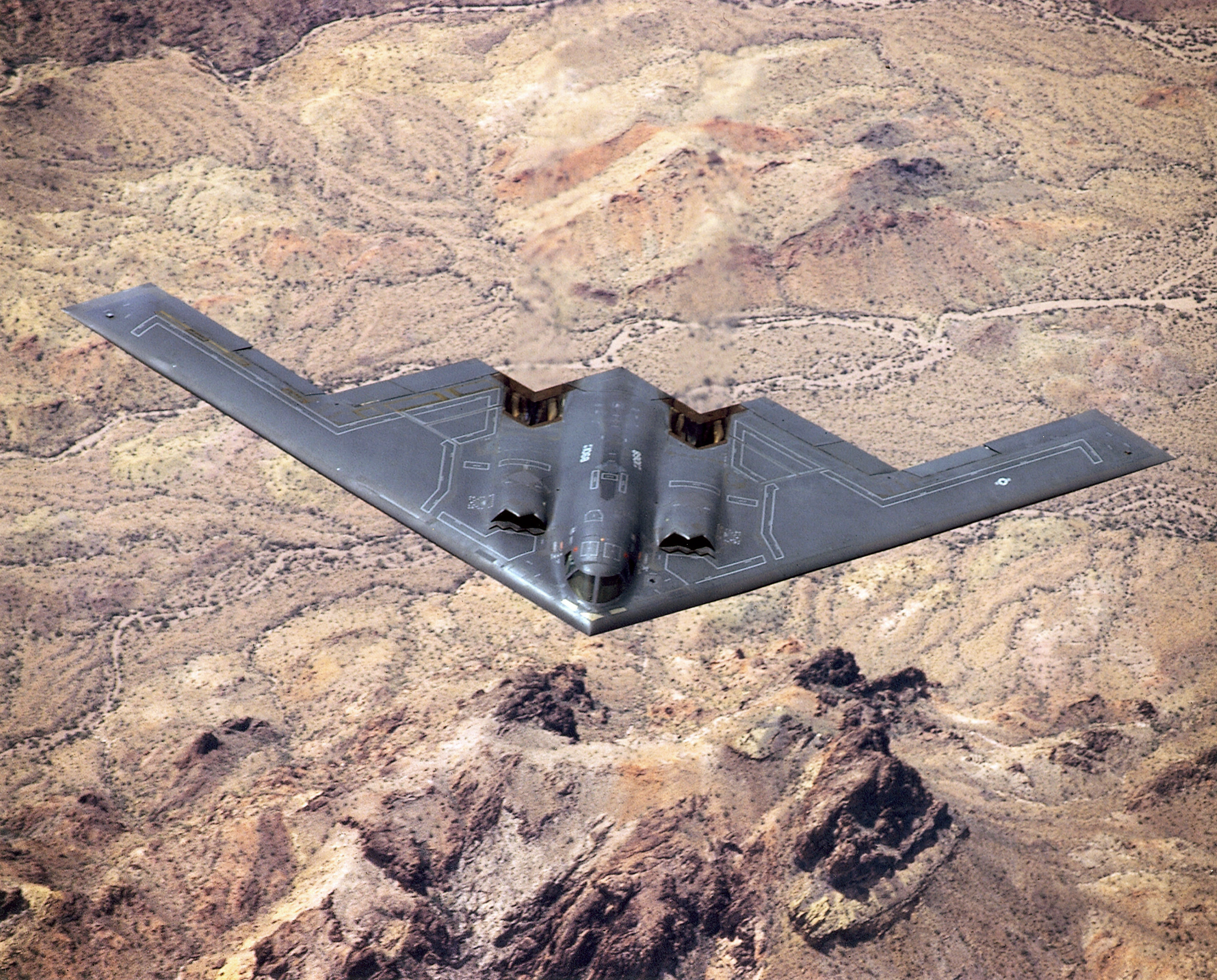
Primeiro voo público do B-2 em 1989

Em meados da década de 1970, os projetistas de aeronaves militares descobriram que havia um novo método para evitar mísseis e interceptores, hoje conhecidos como "stealth". O conceito era construir uma aeronave com uma estrutura que desviasse ou absorvesse sinais de radar de modo que pouco fosse refletido de volta para a unidade de radar. Uma aeronave com características furtivas seria capaz de voar quase sem ser detectada e poderia ser atacada apenas por armas e sistemas que não dependem de radares. Embora existissem outras medidas de detecção, como a observação humana, a sua área de detecção relativamente curta permitia que a maioria destas aeronaves voassem sem serem detectadas pelas defesas, especialmente à noite.
Em 1974, a DARPA solicitou informações a empresas de aviação dos Estados Unidos sobre a maior seção transversal de radar em que uma aeronave permaneceria efetivamente invisível aos radares. Inicialmente, a Northrop e a McDonnell Douglas foram selecionadas para o desenvolvimento. A Lockheed tinha experiência neste campo devido ao desenvolvimento do Lockheed A-12 e SR-71, que incluiu várias características furtivas, notavelmente o uso de materiais compostos em posições chaves e o revestimento de superfície que absorve os sinais de radar. Uma das principais melhorias foi a introdução de modelos computacionais usados para prever as reflexões de radar de superfícies planas onde os dados recolhidos levaram ao desenho de uma aeronave "facetada". O desenvolvimento dos primeiros desenhos começou em 1975 com "o diamante sem esperança", um modelo Lockheed construído para testar o conceito.
Os planos estavam bem avançados no verão de 1975, quando a DARPA iniciou o projeto Experimental Survivability Testbed (XST). A Northrop e a Lockheed tiveram seus contratos adjudicados na primeira rodada de testes. A Lockheed recebeu o prêmio único para a segunda rodada de teste em abril de 1976 levando ao programa Have Blue e eventualmente o avião de ataque furtivo F-117.  A Northrop também tinha uma aeronave de demonstração de tecnologia, a Tacit Blue, em desenvolvimento em 1979 na Área 51. Desenvolveu tecnologia furtiva, LO (baixa observabilidade), fly-by-wire, superfícies curvas, materiais compostos, inteligência eletrônica (ELINT) e Campo de Batalha Experimental de Aeronave de Vigilância (BSAX). "A tecnologia furtiva desenvolvida a partir do programa foi posteriormente incorporada em outros projetos de aeronaves operacionais, incluindo o bombardeiro B-2".

### Programa ATB

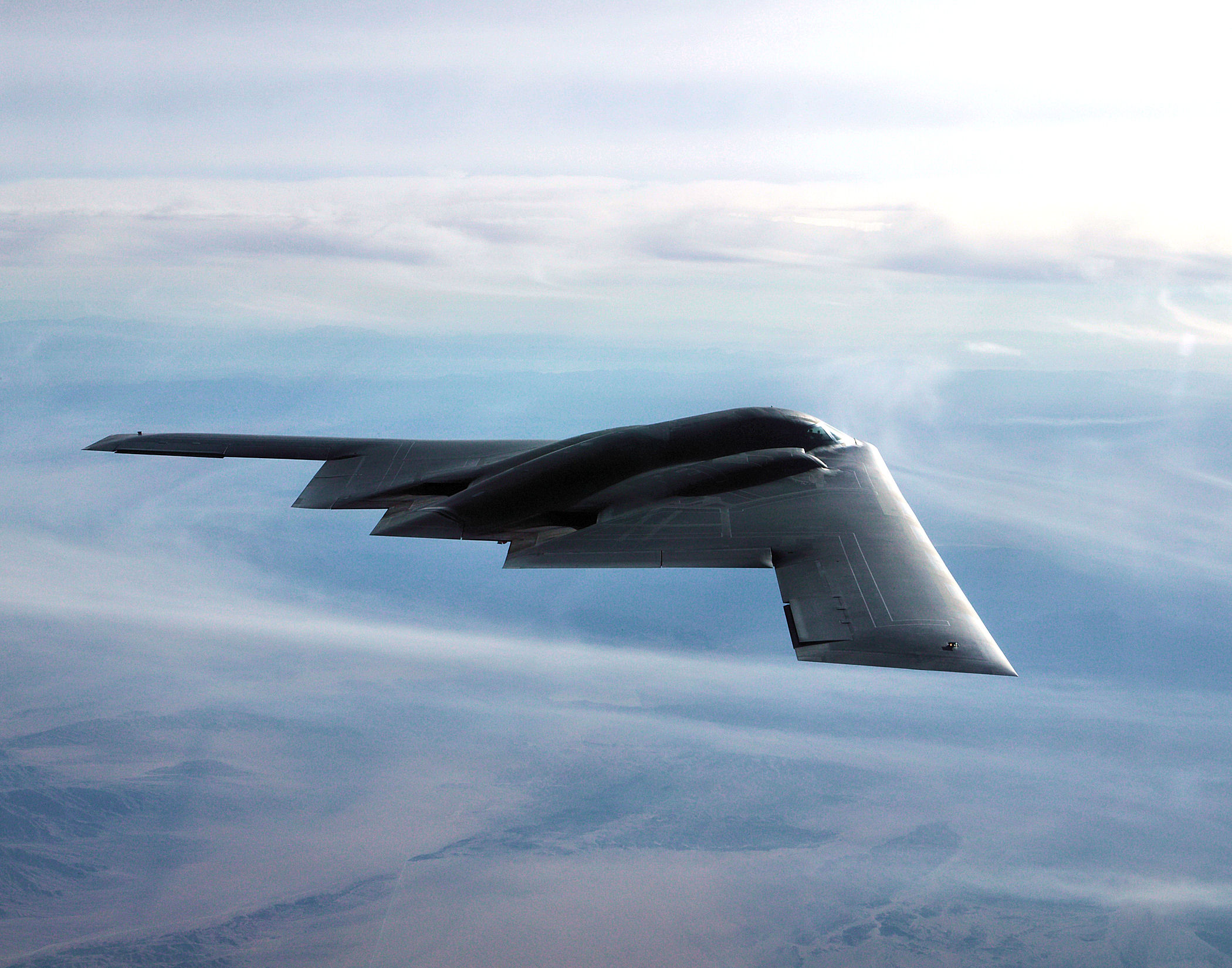
Teste de voo do B-2 em 2003

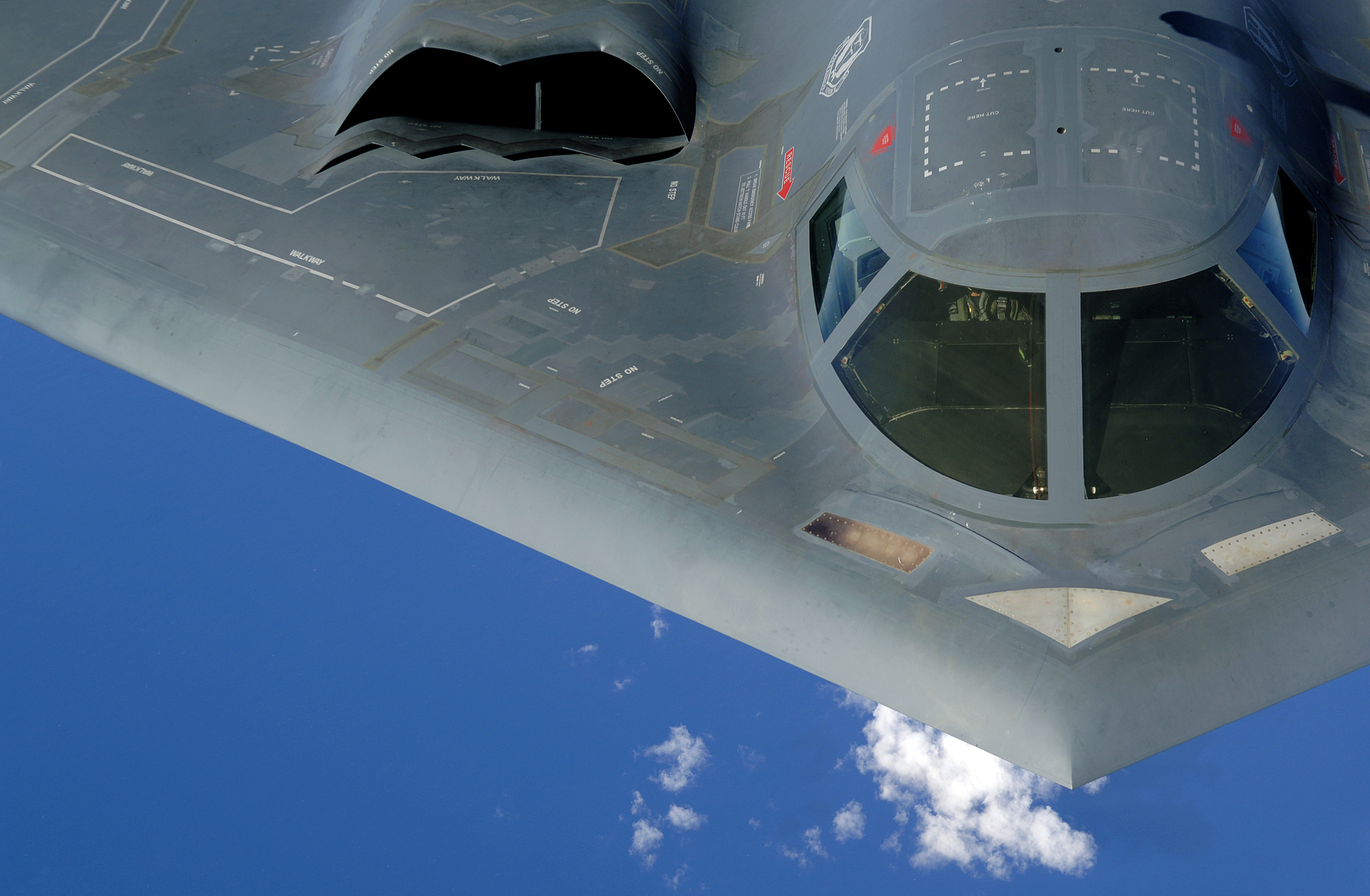
Detalhe da parte frontal da aeronave

Em 1976, esses programas progrediram, o que tornou um bombardeiro estratégico furtivo de longo alcance viável. O presidente Jimmy Carter estava ciente destes desenvolvimentos durante 1977, o que parece ter sido uma das razões principais pelas quais o B-1 foi cancelado. Mais estudos foram encomendados no início de 1978, ponto no qual a plataforma Have Blue já havia voado e comprovado os conceitos. Durante a campanha de eleições presidenciais de 1980 em 1979, Ronald Reagan repetidamente afirmou que Carter era fraco na defesa e usou o B-1 como um excelente exemplo. Em retorno, em 22 de agosto de 1980, a administração Carter revelou publicamente que o Departamento de Defesa dos Estados Unidos (DoD) estava trabalhando para desenvolver aviões furtivos, incluindo um bombardeiro.
O programa Advanced Technology Bomber (ATB) começou em 1979, seguido pelo completo desenvolvimento do Projeto Negro, financiado com o nome de código "Aurora". Após a avaliação das propostas das empresas, a competição ATB foi reduzida às equipes Northrop/Boeing e Lockheed/Rockwell, sendo que cada uma delas recebeu um contrato de estudo para trabalhos futuros. Ambas as equipes usaram projetos de asas voadoras. A proposta da Northrop era chamada de "Senior Ice", enquanto a da Lockheed era chamada "Senior Peg". A Northrop tinha experiência prévia no desenvolvimento das aeronaves YB-35 e YB-49. O projeto da Northrop era maior, enquanto o projeto da Lockheed incluía uma cauda pequena. Em 1979, o designer Hal Markarian produziu um esboço da aeronave, que tinha semelhanças consideráveis com o projeto final. A Força Aérea originalmente planejava adquirir 165 bombardeiros do projeto ATB.
O projeto ATB da equipe Northrop foi finalmente selecionado em 20 de outubro de 1981. O projeto Northrop recebeu a designação B-2 e o nome "Spirit". O projeto do bombardeiro foi alterado em meados da década de 1980, quando o perfil da missão foi alterado de alta altitude para baixa altitude, seguindo o terreno. O redesenho atrasou o primeiro voo do B-2 por dois anos e acrescentou cerca de 1 bilhão de dólares ao custo do programa. Estima-se que 23 bilhões de dólares foram gastos secretamente na pesquisa e desenvolvimento do B-2 até 1989. Os engenheiros e cientistas do MIT também ajudaram a avaliar a eficácia da missão da aeronave sob um contrato de cinco anos durante a década de 1980.

## Design

### Visão geral

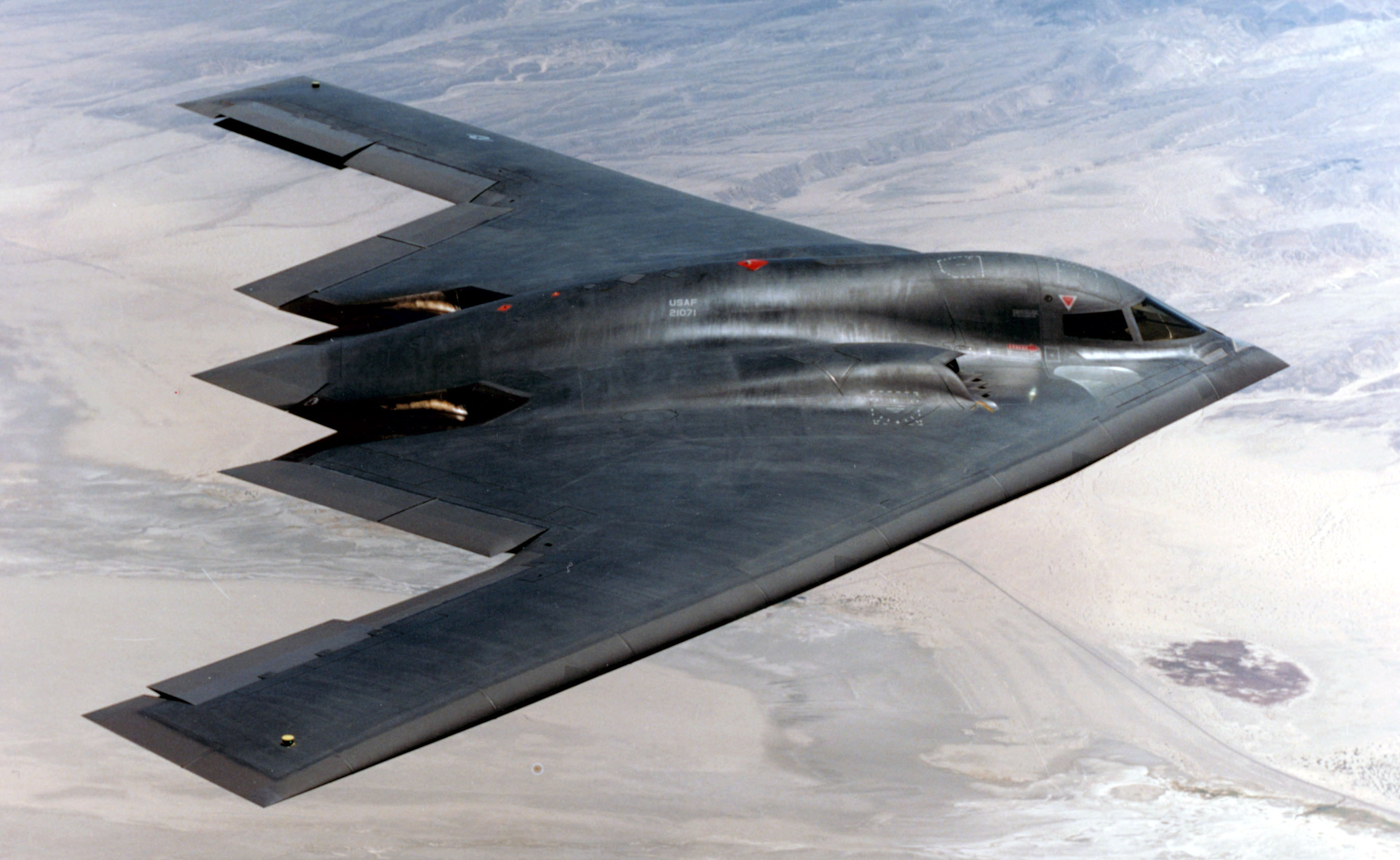
Vista lateral do B-2

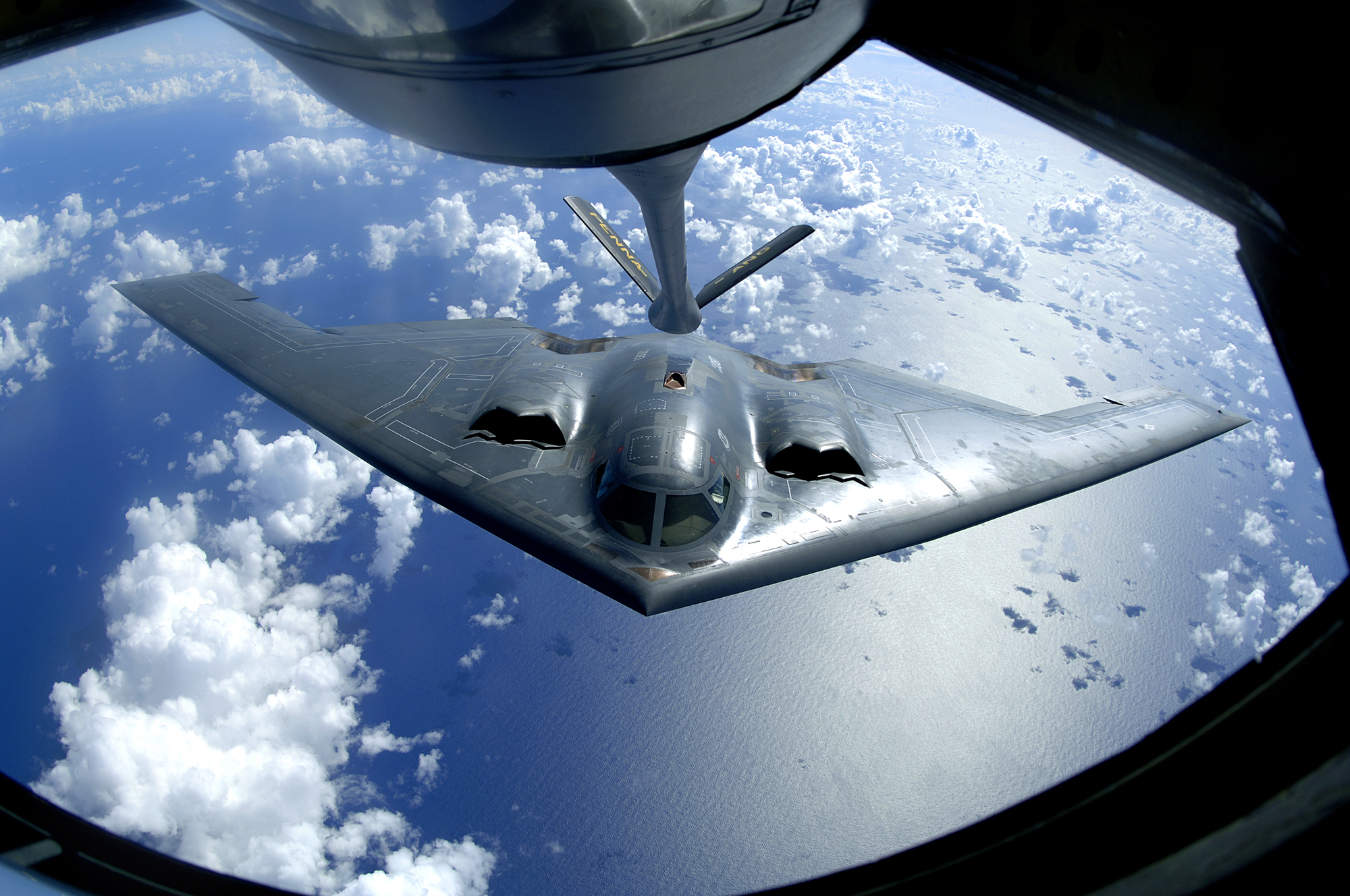
B-2 durante reabastecimento aéreo

O B-2 Spirit foi desenvolvido para assumir missões de penetração de importância vital para USAF, capaz de viajar profundamente em território inimigo para desdobrar suas ordens, o que poderia incluir lançar armas nucleares. O B-2 é um avião de asa voadora, o que significa que não tem fuselagem ou cauda. A mistura de tecnologias de baixa observabilidade com alta eficiência aerodinâmica e grande carga útil dá as vantagens significativas do B-2 em relação aos bombardeiros anteriores. A baixa observabilidade proporciona maior liberdade de ação em altas altitudes, aumentando assim a amplitude e o campo de visão dos sensores de bordo. A Força Aérea dos Estados Unidos relata seu alcance como aproximadamente 11 000 quilômetros. Em altitude de cruzeiro o B-2 reabastece a cada seis horas, recebendo até 45 000 kg de combustível de cada vez.
Devido às complexas características de voo e requisitos de projeto da aeronave para manter visibilidade muito baixa para múltiplos meios de detecção, tanto o desenvolvimento quanto a construção do B-2 exigiram o uso pioneiro de tecnologias de projeto e fabricação auxiliadas por computador. O B-2 tem uma semelhança com aviões anteriores da Northrop: os YB-35 e YB-49 eram ambos bombardeiros de asa voadora que tinham sido cancelados em desenvolvimento no início dos anos 1950, alegadamente por razões políticas. A semelhança é tanta, que o B-2 e o YB-49 com a mesma envergadura.
Até setembro de 2013 cerca de 80 pilotos voaram no B-2. Cada aeronave tem uma espaço para uma tripulação de dois membros, um piloto no assento esquerdo e um comandante de missão no lado direito, e tem provisões para um terceiro membro da tripulação, se necessário. Em comparação, o B-1B tem uma tripulação de quatro e o B-52 tem uma tripulação de cinco. O B-2 é altamente automatizado e, ao contrário da maioria dos aviões de dois lugares, um membro da tripulação pode dormir em uma cama de acampamento, usar um banheiro ou preparar uma refeição quente enquanto o outro monitora a aeronave; pesquisas sobre o ciclo do sono e fadiga foram conduzidas para melhorar o desempenho da tripulação em saídas longas.

### Armamento e equipamento

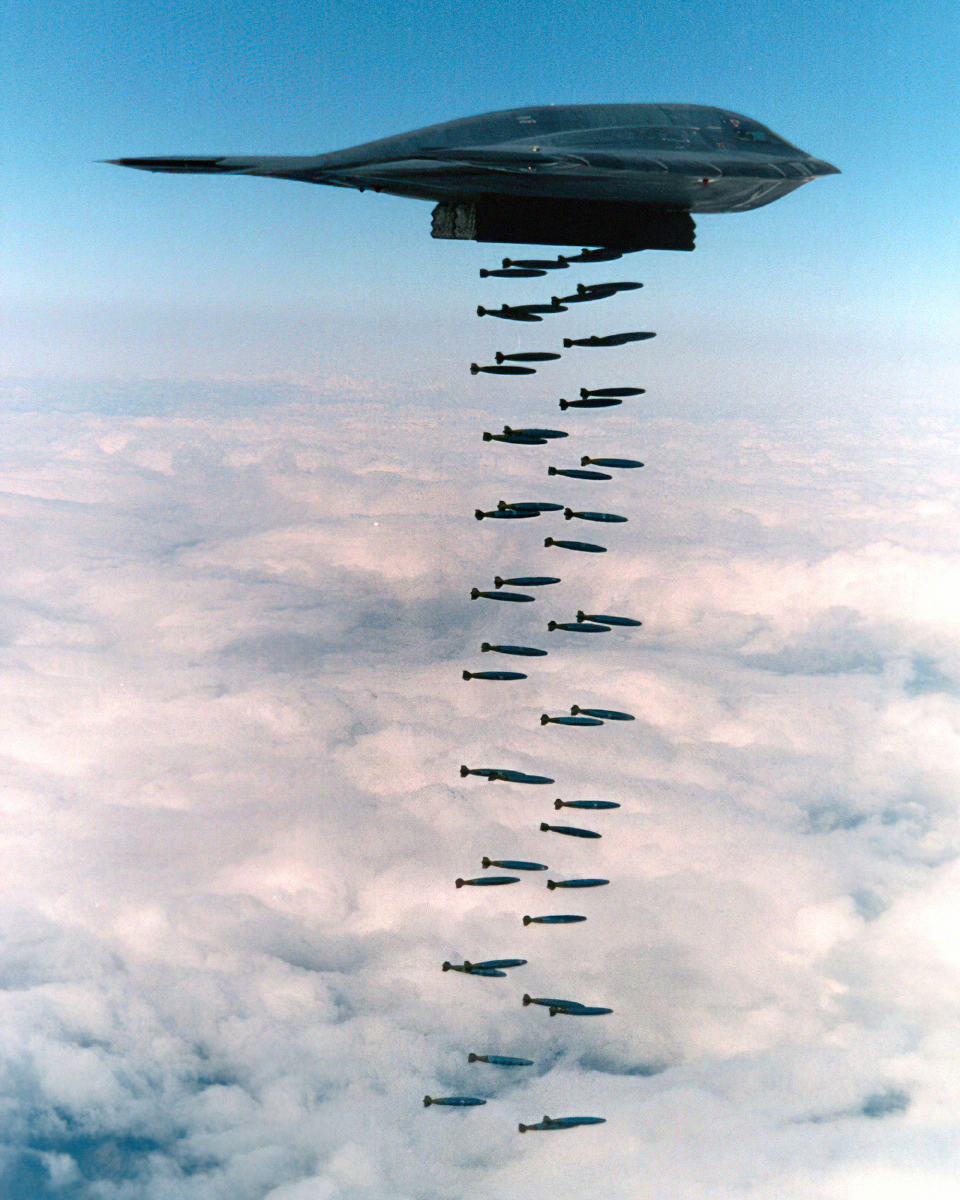
Um B-2 despejando suas bombas.

O B-2, no cenário da Guerra Fria, deveria realizar missões de ataque nuclear profundamente penetrantes, usando suas capacidades furtivas para evitar detecção e interceptação em todas as missões. Há duas baias de bombas internas nas quais as munições são armazenadas em um lançador rotativo; o transporte dos carregamentos de armas internamente resulta em menor visibilidade do radar do que a montagem externa de munições. O B-2 é capaz de transportar 18.000 kg de munições. As missões nucleares incluem as bombas nucleares B61 e B83; o míssil de cruzeiro AGM-129 ACM também foi destinado a ser utilizado na plataforma B-2.
Foi decidido, à luz da dissolução da União Soviética, equipar o B-2 para ataques convencionais de precisão, bem como para o papel estratégico de ataque nuclear. O B-2 possui um sofisticado GPS-Aided Targeting System (GATS) que usa o radar de abertura sintética APQ-181 da aeronave para mapear alvos antes da implantação de bombas auxiliadas por GPS (GAMs), posteriormente substituídas pela Munição Conjunta de Ataque Direto (JDAM). Na configuração original do B-2, até 16 GAMs ou JDAMs poderiam ser implantadas; um programa de atualização em 2004 elevou a capacidade máxima de transporte para 80 JDAMs.
O B-2 tem várias armas convencionais em seu arsenal, capaz de equipar as bombas Mark 82 e Mark 84, CBU-87 Combined Effects Munitions, minas GATOR e o CBU-97 Sensor Fuzed Weapon. Em julho de 2009, Northrop Grumman relatou que o B-2 era compatível com o equipamento necessário para desdobrar o Massive Ordnance Penetrator (MOP) de 14.000 kg, que se destina a atacar bunkers reforçados; até duas MOPs podem ser equipadas nas baias de bombas do B-2, o B-2 era a única plataforma compatível com o MOP em 2012.

## Especificações (B-2A Block 30)
Dados de: USAF, Pace, Spick.
Descrições gerais
- Tripulação: 2

 - piloto e co-piloto/comandante
- Capacidade: 80 500 kg (177 000 lb)
- Comprimento: 21 m (69 ft)
- Envergadura: 52,4 m (170 ft)
- Altura: 5,18 m (17 ft)
- Área alar: 478 m² (5 150 ft²)
- Peso vazio: 71 700 kg (158 000 lb)
- Peso bruto (carregado): 152 200 kg (336 000 lb)
- Peso de decolagem: 170 600 kg (376 000 lb)
- Capacidade de combustível:  75 750 kg (167 000 lb) de carga de combustível

Motorização
- Número de motores: 4x
- Tipo do motor: Turbofan
- Fabricante/modelo: General Electric F118-GE-100
- Empuxo por motor: 7 847 kgf (17 300 lbf) (77 kN)

Performance
- Velocidade máxima: 1 010 km/h (628 mph)
- Velocidade de cruzeiro (Mach): 0,85 Ma à altitude de 12 200 m (40 000 ft)
- Velocidade total em Mach: 0.95 Ma
- Velocidade total em Nó: 545 kn (1 010 km/h)
- Alcance: 11 100 km (6 900 mi)
- Tecto de serviço: 15 250 m (50 000 ft)

Armamentos
- Bombas: 2x baias internas com capacidade para 23 000 kg (50 700 lb)
  - 80x bombas Mark 82, GBU-38 de 500 lb (227 kg)
  - 36x CBU de 750 lb (340 kg)
  - 16x Mark 84, GBU-31 de 2 000 lb (907 kg)
  - 16x B61 ou B83